# Siipeni mun
Siipeni mun è l'album di debutto della cantante finlandese Jenni Jaakkola, pubblicato l'11 ottobre 2013 su etichetta discografica Hyökyaalto Records, facente parte della famiglia della Warner Music Finland.

## Tracce
1. Tämä on unta – 3:34 (Jonas Olsson, Ilkka Wirtanen, Heidi Maria Paalanen)
2. N-Y-T – 3:21 (Jonas Olsson, Jannika Bergroth)
3. Sinä ja vaahteranlehdet – 4:32 (Kaisa Korhonen)
4. Minä ja siipeni mun – 3:09 (Jussi Rasinkangas, Toni Nygård, Martti Heikkilä)
5. Palelen vieläkin – 4:01 (Samu Vatanen, Annika Tello)
6. Kaunis sydän – 4:22 (Jonnaemilia Kärkkäinen, Mikko Tamminen)
7. Syleilen maailmaa – 3:51 (Nalle Ahlstedt, Timo Oiva)
8. Sua odotan – 3:55 (Jonnaemilia Kärkkäinen, Mikko Tamminen)
9. Mun maailma – 3:57 (Kalle Lindroth, Antti Tuisku, Jonnaemilia Kärkkäinen)
10. Bestiiksi (feat. Oona Pätäri) – 3:44 (Leri Leskinen, Patric Sarin, Samuli Laiho)

## Classifiche
| Classifica (2013) | Posizione massima |
| ----------------- | ----------------- |
| Finlandia         | 13                |